# Trilemma di Bieri
Il termine trilemma di Bieri è usato per designare una formulazione del problema del rapporto tra corpo ed anima. Il trilemma di Bieri venne elaborato nel 1981 dal filosofo e scrittore Peter Bieri nel libro Filosofia analitica della mente. L'argomentazione di Bieri concerne il problema degli influssi esercitati sulla mente.
Esso si basa sui tre seguenti assunti:
1. fenomeni mentali non sono fenomeni fisici,
2. fenomeni mentali esercitano un influsso nel campo dei fenomeni fisici,
3. il campo dei fenomeni fisici è in sé chiuso.

A prima vista ognuno di questi assunti è plausibile:
1. la consapevolezza sembra essere, a causa della sua struttura interna ed in particolar modo all'esperienza soggettiva, diversa da ogni evento fisico,
2. fenomeni mentali (come l'ansia) sembrano chiaramente essere la causa di fenomeni fisici (come il fuggire),
3. nel mondo fisico sembra tuttavia sempre possibile trovare sufficienti cause fisiche.

Il trilemma consiste nel fatto che sempre solo due degli assunti possono essere veri. Quando fenomeni mentali possono agire sul mondo fisico, quest'ultimo non può essere chiuso in sé, di conseguenza se l'assunto 1 e l'assunto 2 sono esatti, l'assunto 3 deve essere necessariamente falso. Se invece l'assunto 1 e l'assunto 3 sono esatti, non può esserci influsso di fenomeni mentali sul mondo fisico, di conseguenza l'assunto 2 sarà falso. E infine sarà falso l'assunto 1, se gli assunti 2 e 3 sono esatti.
La negazione della prima premessa conduce al fisicalismo, la contestazione della seconda premessa all'epifenomenismo. Chi rinuncia alla terza premessa è in genere un classico dualista. Nella filosofia queste diverse posizioni sono contestate.